# Lupo Solitario (1987)
Lupo Solitario è un album, pubblicato nel novembre del 1987, di vari cantanti e gruppi musicali, facenti parte dell'omonimo programma televisivo.
È inframezzato da discussioni di Patrizio Roversi, il conduttore della trasmissione.

## Tracce
1. Patrizio Roversi – Intro
2. Syusy Blady – Ninna Nanna Yeah
3. Gemelli Ruggeri – Sotto il cielo di Croda
4. Little Tonno – Tu non sei più la mia fidanzata
5. Syusy Blady – Tocca tocca toccami (Touch-a Touch-a Touch-a Touch Me)
6. Patrizio Roversi – Intermezzo
7. Elio e le Storie Tese – John Holmes
8. L’invasione degli uomini paprika – Notti di Kiev
9. Paco D'Alcatraz – Mutande
10. Panico alla scala – Il gambero
11. Figli di Bubba – Lupy Solitary
12. Vito – Bronzi di Riace (cover di Mino Reitano)
13. Gemelli Ruggeri – Portofino

Fonte